# Marek Bahník
Marek Bahník (* 10. Mai 1999) ist ein tschechischer Leichtathlet, der sich auf den Hochsprung spezialisiert hat.

## Sportliche Laufbahn
Erste internationale Erfahrungen sammelte Marek Bahník im Jahr 2019, als er bei den U23-Europameisterschaften in Gävle mit übersprungenen 2,16 m den achten Platz belegte. 2021 verpasste er bei den U23-Europameisterschaften in Tallinn mit 2,11 m den Finaleinzug und 2024 schied er bei den Europameisterschaften in Rom mit 2,17 m in der Vorrunde aus.
In den Jahren 2020 und 2021 wurde Bahník tschechischer Meister im Hochsprung im Freien sowie 2019, 2020 und 2022 auch in der Halle.